# Habenaria albidorubra
Habenaria albidorubra är en orkidéart som beskrevs av Johannes Jacobus Smith. Habenaria albidorubra ingår i släktet Habenaria och familjen orkidéer. Inga underarter finns listade i Catalogue of Life.